# Всё сначала… (альбом «Непары»)
Всё сначала… — второй студийный альбом дуэта «Непара», выпущенный в 2006 году на лейбле Монолит Рекордс. На диске представлено 12 композиций.

## Критика
Критик Алексей Мажаев отметил то, что «дуэт подобрал для пластинки материал, в котором количество балласта существенно уступает числу проходных песен на среднестатистическом поп-альбоме». Алексей также отметил, что всего, «в „Сезонной“ есть практически частушечный фрагмент, музыкально напоминающий творчество группы „Сектор Газа“: «Александр Шоуа вдохновлялся здесь не песнями Юрия Хоя-Клинских, а его фольклорными корнями». Он отметил «немного банально звучащие в век RnB баллады» «Подарю тебе полмира» и «Письмо», а композиции «Плачь и смотри» и «Где ты была», на его взгляд — «явные потенциальные хиты, в которых сочетаются высокий темп и приятные запоминающиеся мелодии».

## Список композиций
Всю музыку для песен написал сам солист группы Александр Шоуа (кроме 4, 6, 7).
| №   | Название                  | Текст песни                  | Музыка           | Длительность |
| --- | ------------------------- | ---------------------------- | ---------------- | ------------ |
| 1.  | «Её звали Америка»        | Артур Папазян                |                  | 3:32         |
| 2.  | «Сезонная»                | Артур Папазян                |                  | 3:09         |
| 3.  | «Подарю тебе полмира»     | Олег Некрасов, Артур Папазян | Игорь Павленко   | 2:52         |
| 4.  | «Плачь и смотри»          | Олег Некрасов, Артур Папазян | Алексей Романоф  | 3:22         |
| 5.  | «Плакала»                 | Артур Папазян                |                  | 3:34         |
| 6.  | «Бог тебя выдумал»        | Олег Некрасов                | Игорь Павленко   | 3:42         |
| 7.  | «Бай - Бай»               | Андрей Сахаров               | Александр Иванов | 2:51         |
| 8.  | «Письмо»                  | Артур Папазян                |                  | 3:31         |
| 9.  | «Танго»                   | Артур Папазян, Д. Бородич    |                  | 3:59         |
| 10. | «Вздох - взгляд»          | Артур Папазян, Р. Пашков     |                  | 3:49         |
| 11. | «Что впереди»             | Андрей Сахаров               |                  | 3:50         |
| 12. | «Где ты была (Я смотрел)» | Артур Папазян                |                  | 3:28         |

Клипы
| №  | Название           | Режиссёр   | Длительность |
| -- | ------------------ | ---------- | ------------ |
| 1. | «Бог тебя выдумал» | А.Тишкин   | 3:42         |
| 2. | «Плачь и смотри»   | В.Разгулин | 3:22         |

## Участники записи
- Дизайн — Студия «От Алисовой»
- Исполнительный продюсер — Игорь Тряков
- Фотограф — Виктор Горячев